# آلي ريسمان
ألكسندرا روز «آلي» ريسمان (ولد في 25 مايو 1994) لاعبة جمباز أمريكية وبطلة أوليمبية لمرتين متتالتين: في دورة الألعاب الأولمبية الصيفية 2012. وفي دورة الألعاب الأولمبية الصيفية 2016 في ريو دي جانيرو.
كان لرايزمان أيضًا مسيرة مهنية ناجحة في مجال الأزياء ، حيث ظهرت في إصدار مجلة رياضية مصورة لملابس السباحة بين عامي 2017 و 2018.

## وصلات خارجية
- آلي ريسمان على موقع الاتحاد الدولي للجمباز (licence) (الإنجليزية)
- آلي ريسمان على موقع الاتحاد الدولي للجمباز (biography) (الإنجليزية)
- آلي ريسمان على موقع الاتحاد الأمريكي للجمباز (الإنجليزية)
- آلي ريسمان على موقع اللجنة الأولمبية الدولية (الإنجليزية)
- آلي ريسمان على موقع أوليمبيديا (الإنجليزية)
- آلي ريسمان على موقع اللجنة الأولمبية والبارالمبية الأمريكية (الإنجليزية)

- Aly Raisman في الاتحاد الدولي للجمباز

- Alexandra Raisman في اللجنة الأولمبية الأمريكية
- Aly_Raismanعلى تويتر.
- آلي ريسمان على موقع IMDb (الإنجليزية)
- آلي ريسمان على موقع الموسوعة البريطانية (الإنجليزية)
- آلي ريسمان على موقع قاعدة بيانات الفيلم (الإنجليزية)